# Julija Lowoczkina
Julija Wołodymyriwna Lowoczkina, ukr. Юлія Володимирівна Льовочкіна (ur. 17 lutego 1977 w Kijowie) – ukraińska ekonomistka i polityk, posłanka do Rady Najwyższej VI, VII i VIII kadencji. Siostra Serhija Lowoczkina.

## Życiorys
Absolwentka prawa na Kijowskim Uniwersytecie Narodowym im. Tarasa Szewczenki (1999), rok później ukończyła ekonomię na kanadyjskim University of Manitoba. Od 2001 do 2007 pracowała jako analityk w sektorze bankowym. Przewodniczyła też radzie nadzorczej jednego z regionalnych kombinatów spożywczych.
W 2007 została wpisana na 105. miejsce listy krajowej Partii Regionów, uzyskała wówczas mandat poselski. W 2012 z powodzeniem ubiegała się o reelekcję w jednomandatowym okręgu Autonomicznej Republiki Krymu, W kwietniu 2014 opuściła frakcję PR, a we wrześniu tegoż roku dołączyła do Bloku Opozycyjnego, organizacji skupiającej przeciwników Euromajdanu, którą zainicjował jej brat. Z ramienia tej formacji w październiku 2014 po raz trzeci z rzędu została wybrana do Rady Najwyższej. Do parlamentu wybrana została także w 2019 z listy ugrupowania Opozycyjna Platforma – Za Życie. W listopadzie 2022 zrezygnowała z mandatu.